# Carlo Balboni
Carlo Balboni (1860-1947) est un sculpteur d'origine italienne à qui fut confiée la réalisation du buste de Dante inauguré le 22 octobre 1922 qui figure depuis 1964 au parc Dante de Montréal au Québec.

## Biographie
Carlo Balboni étudia son art en Italie avant de s'installer définitivement à Montréal au début du XXe siècle

## Œuvres
- La Mort de Dante (1921), commandé par la communauté italo-canadienne de Montréal pour le 600e anniversaire de la mort du poète, placée depuis 1984 au parc Dante, Montréal.